# Yazghulami (Sprache)
Die Yazgulyam-Sprache oder Iazgulem (auch Yazgulyami und Yazgulam) gehört zur südöstlichen Untergruppe der iranischen Sprachen und wird von rund 9000 Menschen entlang des Flusses Jasghuljam in Gorno-Badachschan, Tadschikistan, gesprochen. Zusammen mit Shugni wird es in eine Schugni-Jasgulami-Untergruppe der südostiranischen Sprachen gezählt. Praktisch alle Sprecher sind zweisprachig und sprachen neben Jasghulami auch Tadschikisch, welches dem Persischen nahesteht.